# Cummins Lakes Park
Cummins Lakes Park är en park i Kanada.   Den ligger i provinsen British Columbia, i den centrala delen av landet, 3 100 km väster om huvudstaden Ottawa. Cummins Lakes Park ligger 939 meter över havet.
Terrängen runt Cummins Lakes Park är huvudsakligen bergig, men åt sydost är den kuperad. Cummins Lakes Park ligger nere i en dal. Trakten runt Cummins Lakes Park är nära nog obefolkad, med mindre än två invånare per kvadratkilometer.. Det finns inga samhällen i närheten. 
I omgivningarna runt Cummins Lakes Park växer i huvudsak barrskog.